# Heinkel He 162
Heinkel He 162 Volksjäger („Avionul de vânătoare al Poporului”) a fost un avion cu reacție al Luftwaffe în cel de-Al Doilea Război Mondial introdus în ultima perioadă a războiului.
A fost proiectat și produs în grabă, la început din lemn, datorită penuriei de metale, metalele fiind folosite prioritar pentru alte avioane.
He 162 nu a reușit niciodată să devină cel mai rapid avion din prima generație de avioane cu reacție.
Alte nume purtate de acest tip de avion: Salamander ("Salamandra") sau Spatz ("Vrabie").

## Dezvoltare

### Origini

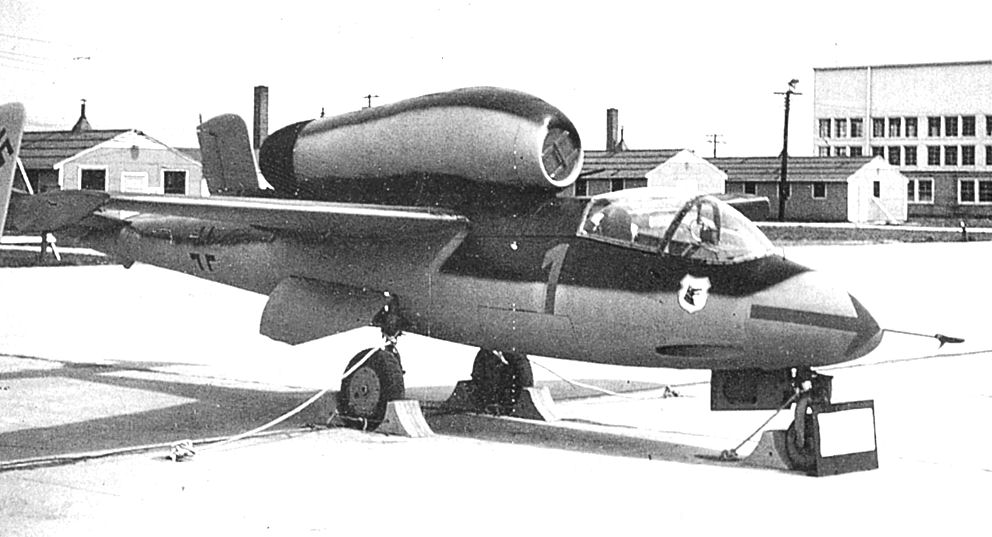
He 162 capturat

Când la începutul anului 1944 SUA și-a redeschis campania de bombardament asupra Germaniei prin ofensiva Big Week, bombardierele americane au apărut pe cerul Germaniei escortate de Mustanguri. Acest lucru a schimbat natura războiului aerian. La începutul războiului unitățile de avioane de vânătoare puteau ataca nestingherite bombardierele Aliaților, iar în acești ani Luftwaffe a făcut îmbunătățiri pentru a lupta cât mai eficient cu bombardierele. Adăugarea tunurilor și blindajului pe avioane a avut efectul nedorit ca atunci când au apărut aceste noi avioane de vânătoare, Luftwaffe s-a găsit în situația în care avea o flotă de avioane de vânătoare depășită.
Până la sfârșitul lunii aprilie coloana vertebrală a Jagdwaffe (forța de avioane de vânătoare) a fost zdrobită, mulți ași fiind uciși în lupte. Completarea pierderilor întârzia, lăsând Luftwaffe în toată vara anului 1944 descoperită. Ridicându-se prea puține avioane de vânătoare germane pentru luptă, avioanele de vânătoare aliate atacau baze aeriene, căi ferate și traficul rutier. Logistica în curând s-a dovedit a fi problemă serioasă datorită lipsei pieselor și a combustibilului.
Comandamentul general al avioanelor de vânătoare condus de Adolf Galland urgenta introducerea unui mare număr de avioane cu reacție, motivând că numărul mare de avioane al aliaților poate fi echilibrat doar prin superioritate tehnologică, crescând numărul Messerschmitt Me 262 fabricate.
Un alt grup considera că Me 262 este notoriu de nesigur, pledând ca cele câteva avioane Me 262 defecte să fie pur și simplu înlocuite cu alte avioane noi de pe liniile de producție. Așa a luat naștere conceptul de "avion de vânătoare dispensabil".
Galland și alți ofițeri de rang înalt din Luftwaffe s-au opus vehement ideii de avion de vânătoare ușor în timp ce Hermann Göring și  Albert Speer care era responsabil pentru înarmare au sprijinit ideea. Cei doi au organizat o licitație pentru un proiect de avion care să fie ieftin și potrivit producției de masă, primind numele de Volksjäger („Avionul de vânătoare al Poporului”). 

### Volksjäger
Cerințele specificau un avion monoloc, acționat de un motor BMW 003. Structura avionului urma să fie ieftină și nesofisticată din lemn și alte materiale nestrategice și cel mai important lucru, să se poată asambla de forță de muncă semi- sau necalificată.
Specificațiile includeau o greutate care să nu depășească 2,000 kg, când avioanele de vânătoare ale vremii aveau greutatea dublă.
Viteza maximă la nivelul mării se cerea să fie de 750 km/h și distanță de decolare de 500 m. Armamentul era prevăzut să fie două tunuri de 20  mm MG 151 sau două tunuri de 30 mm 
MK 108. Era impus de asemenea ca Volksjäger să fie ușor de pilotat.
După război Ernst Heinkel remarca: "Ideea ireală că He 162 trebuie să fie „Avionul de vânătoare al Poporului” în care băieții din Hitlerjugend (Tineretul Hitlerist) să urce după o pregătire sumară ca să apere Germania arată fanaticismul labil ale acelor zile".
Cerințele au fost publicate la 10 septembrie 1944 cu solicitarea ca proiectele de bază să fie prezentate în 10 zile, iar producția pe scară mare să înceapă în 1 ianuarie 1945.
Deoarece câștigătorul urma să construiască un număr mare de avioane, aproape toți fabricanții de avioane și-au manifestat interesul, ca de exemplu Blohm + Voss și Focke-Wulf, lîn octombrie 1944 Heinkel fiind declarat câștigător.

## Specificații tehnice (He 162)
- tip = avion cu reacție
- lungime = 9,05 m
- înălțime= 2,6 m
- greutate în stare goală= 1 660 kg
- greutate maximă = 2 800 kg
- motor (jet)=BMW 003E-1 sau E-2

viteza maximă = 790 km/h la nivelul mării; 840 km/h la nivelul mării; 905 km/h la 6000m
- raza de acțiune = 975 km
- plafon de zbor = 12 000 m
- viteză ascensională = 1 405 m/min